# Ronde van Lombardije 2009
De Ronde van Lombardije 2009 was de 103e editie van deze Italiaanse eendagswedstrijd en werd verreden op 17 oktober 2009. Het was de laatste wedstrijd die meetelde voor de UCI Wereldranglijst 2009 en de laatste grote wedstrijd van het seizoen. 
De koers had dezelfde parcours als de voorgaande twee jaren. De ronde werd gewonnen door de Belg Philippe Gilbert (Silence-Lotto). Hij won de sprint van Samuel Sánchez (Euskaltel-Euskadi), die tweede werd. Aleksandr Kolobnev (Team Saxo Bank) was de snelste in de sprint van de achtervolgers, en eindigde op vier seconden als derde. Johnny Hoogerland (Vacansoleil) was de beste Nederlander, hij eindigde als vijfde. Direct achter Hoogerland eindigde Robert Gesink (Rabobank), als zesde.

## Uitslag
| Ronde van Lombardije 2009 |                      |                        |          |
| Plaats                    | Naam                 | Ploeg                  | Tijd     |
| Winnaar                   | Philippe Gilbert     | Silence-Lotto          | 5u43'46" |
| 2                         | Samuel Sánchez       | Euskaltel-Euskadi      | z.t.     |
| 3                         | Aleksandr Kolobnev   | Team Saxo Bank         | + 4"     |
| 4                         | Luca Paolini         | Acqua & Sapone         | z.t.     |
| 5                         | Johnny Hoogerland    | Vacansoleil            | z.t.     |
| 6                         | Robert Gesink        | Rabobank               | z.t.     |
| 7                         | Aleksandr Vinokoerov | Astana                 | z.t.     |
| 8                         | Daniel Martin        | Team Garmin-Slipstream | z.t.     |
| 9                         | Juan José Cobo       | Fuji-Servetto          | z.t.     |
| 10                        | Cadel Evans          | Silence-Lotto          | z.t.     |

1905 · 1906 · 1907 · 1908 · 1909 · 1910 · 1911 · 1912 · 1913 · 1914 · 1915 · 1916 · 1917 · 1918 · 1919 · 1920 · 1921 · 1922 · 1923 · 1924 · 1925 · 1926 · 1927 · 1928 · 1929 · 1930 · 1931 · 1932 · 1933 · 1934 · 1935 · 1936 · 1937 · 1938 · 1939 · 1940 · 1941 · 1942 · 1943 · 1944 · 1945 · 1946 · 1947 · 1948 · 1949 · 1950 · 1951 · 1952 · 1953 · 1954 · 1955 · 1956 · 1957 · 1958 · 1959 · 1960 · 1961 · 1962 · 1963 · 1964 · 1965 · 1966 · 1967 · 1968 · 1969 · 1970 · 1971 · 1972 · 1973 · 1974 · 1975 · 1976 · 1977 · 1978 · 1979 · 1980 · 1981 · 1982 · 1983 · 1984 · 1985 · 1986 · 1987 · 1988 · 1989 · 1990 · 1991 · 1992 · 1993 · 1994 · 1995 · 1996 · 1997 · 1998 · 1999 · 2000 · 2001 · 2002 · 2003 · 2004 · 2005 · 2006 · 2007 · 2008 · 2009 · 2010 · 2011 · 2012 · 2013 · 2014 · 2015 · 2016 · 2017 · 2018 · 2019 · 2020 · 2021 · 2022 · 2023 · 2024 · 2025